# Valenzuela caloclypeus
Valenzuela caloclypeus är en insektsart som först beskrevs av Edward L. Mockford och Gurney 1956.  Valenzuela caloclypeus ingår i släktet Valenzuela och familjen fransvingestövsländor. Inga underarter finns listade i Catalogue of Life.